# Blue Öyster Cult
Blue Öyster Cult is een Amerikaanse rockband die eind jaren zestig gevormd werd en nog steeds actief is.

## Geschiedenis
De band is waarschijnlijk het bekendst van twee nummers: (Don't Fear) The Reaper van het album Agents of Fortune uit 1976 en Burnin’ for You van het album Fire of Unknown Origin uit 1981. The Reaper werd gebruikt in onder andere de televisieverfilming van het boek The Stand van Stephen King. Twee andere bekende liedjes zijn Godzilla van Spectres (1977), waarvan een coverversie gebruikt werd in de film Godzilla: King of the Monsters, en Astronomy van Secret Treaties (1974), een nummer dat in 1998 werd vertolkt door Metallica op Garage Inc.
In 2019 publiceerde muzikant Jacob Holm-Lupo (onder andere The Opium Cartel) een boekwerk over de band en haar discografie (Blue Öyster Cult, on track; every album, ever track) in de serie van Sonic Bond Publishing.

## Discografie
Studioalbums
- 1972: Blue Öyster Cult
- 1973: Tyranny and Mutation
- 1974: Secret Treaties
- 1976: Agents of Fortune
- 1977: Spectres
- 1979: Mirrors
- 1980: Cultösaurus Erectus
- 1981: Fire of Unknown Origin
- 1983: The Revölution by Night
- 1986: Club Ninja
- 1988: Imaginos
- 1994: Cult Classic
- 1998: Heaven Forbid
- 2001: Curse of the Hidden Mirror
- 2020: The Symbol Remains

Livealbums
- 1975: On Your Feet or on Your Knees
- 1978: Some Enchanted Evening
- 1982: Extraterrestrial Live
- 2002: A Long Day's Night

Soundtracks
- 1981: Heavy Metal
- 1992: Bad Channels Soundtrack

Computerspellen
- 1996: Ripper
- 2005: Guitar Hero
- 2006: Prey
- 2007: Rock Band

Compilaties
- 1990: Career of Evil: The Metal Years
- 1995: Workshop of the Telescopes
- 2000: Don't Fear the Reaper: The Best of Blue Öyster Cult
- 2003: The Essential Blue Öyster Cult

### NPO Radio 2 Top 2000
| Nummer met noteringen in de NPO Radio 2 Top 2000 | '07 | '08 | '09  | '10 | '11 | '12 | '13 | '14 | '15 | '16 | '17 | '18 | '19 | '20 | '21 | '22 | '23 | '24 |
| ------------------------------------------------ | --- | --- | ---- | --- | --- | --- | --- | --- | --- | --- | --- | --- | --- | --- | --- | --- | --- | --- |
| (Don't Fear) The Reaper                          | 947 | -   | 1087 | 996 | 899 | 914 | 723 | 801 | 674 | 703 | 646 | 556 | 660 | 663 | 666 | 597 | 699 | 625 |

1. ↑  Een '-' betekent dat het nummer niet was genoteerd en een vetgedrukt getal geeft de hoogste notering aan.
2. ↑  2007 was het eerste jaar met een notering voor dit nummer.